# 克雷斯蒂娜·恰伊科夫斯卡
克雷斯蒂娜·恰伊科夫斯卡（波蘭語：Krystyna Czajkowska，1936年4月25日—），波兰女子排球运动员。她曾代表波兰国家队参加1964年和1968年夏季奥林匹克运动会排球比赛，获得二枚铜牌。